# Макс Рихтер
Макс Рихтер (22. март 1966) британски је композитор немачког порекла. Још од почетка 2000-их изузетно је утицајан аутор како у сфери класичне музике тако и међу алтернативним музичким стиловима.